# Pithiviers
Pithiviers je naselje in občina v osrednji francoski regiji Center, podprefektura departmaja Loiret. Leta 1999 je naselje imelo 9.242 prebivalcev.

## Geografija
Kraj leži v osrednji Franciji v dolini reke Essonne, 40 km severno od Orléansa.

## Administracija
Pithiviers je sedež istoimenskega kantona, v katerega so poleg njegove vključene še občine Ascoux, Bondaroy, Bouilly-en-Gâtinais, Bouzonville-aux-Bois, Boynes, Chilleurs-aux-Bois, Courcy-aux-Loges, Dadonville, Escrennes, Estouy, Givraines, Guigneville, Laas, Mareau-aux-Bois, Marsainvilliers, Pithiviers-le-Vieil, Santeau, Vrigny, Yèvre-la-Ville z 22.265 prebivalci.
Naselje je prav tako sedež okrožja, v katerem se nahajajo kantoni Beaune-la-Rolande, Malesherbes, Outarville, Pithiviers in Puiseaux s 57.120 prebivalci.